# Michael Collins (astronaut)
Michael Collins (n. 31 octombrie 1930, Roma, Regatul Italiei – d. 28 aprilie 2021, Naples⁠(d), Florida, SUA) a fost un astronaut american, pilot de test și general maior al Air Force Reserve Command. S-a născut la Roma. Fiind selectat ca parte a celui de-al treilea grup de 14 astronauți, a zburat de două ori în spațiu, odată în cadrul programului Gemini 10 și a doua oară cu programul Apollo 11.

## Lucrări
- Collins, Michael (1974). Carrying the Fire: An Astronaut's Journeys. New York: Farrar, Straus, și Giroux.
- Collins, Michael (1976). Flying to the Moon and Other Strange Places. New York: Farrar, Straus și Giroux.
- Collins, Michael (1988). Liftoff: The Story of America's Adventure in Space. Ilusteată de James Dean. New York: Grove Press.
- Collins, Michael (1990). Mission to Mars. New York: Grove Weidenfeld.